# Anticlea badiata
Anticlea badiata es una especie de polilla de la familia Geometridae, descrita por primera vez por Denis y Schiffermüller en 1775. Se encuentra desde la mayor parte de Europa y el norte de África hasta las montañas de Altái en el Paleártico Oriental. El nombre de la especie deriva de la palabra (en latín) badius, que significa "marrón", y se refiere a la coloración de las mariposas.

## Descripción
Earophila badiata es una polilla mediana con una envergadura de 26 a 33 milímetros (1 a 1,3 plg). No hay diferencia de color entre los sexos. El color de la superficie del ala anterior es esencialmente marrón violáceo. El vértice del ala está dividido por una corta línea negra. La región basal del ala está bastante oscurecida. La región discal, siempre de color más o menos brillante, está bordeada por bandas transversales de color marrón. La línea ondulada está formada por puntos claros, con manchas individuales en forma de V y de un blanco llamativo. La mancha discoidal se reduce a un pequeño punto negro. La parte superior del ala trasera es de color blanco grisáceo a marrón grisáceo claro y tiene una línea media delgada de color marrón oscuro.

### Oruga
Las orugas adultas son de color verdoso, rojizo o marrón. A veces las manchas negras sobresalen de los lados brillantes. Numerosas verrugas blancas se distribuyen por toda la superficie del cuerpo. A cada lado de la cápsula de la cabeza, de color amarillo anaranjado, se destaca una gran mancha de color marrón oscuro.

### Especies similares
Tiene gran parecido con la Antilurga alhambrata que es más pequeña y también muestra una región basal más ancha y oscura que E. badiata. Dado que las mariposas de Antilurga alhambrata vuelan de septiembre a noviembre, no existe un tiempo de vuelo común con la E. badiata, que vuela durante la primavera.
Tiene gran parecido con la Earophila vasiliata. Ambas especies tienen alas anteriores de color marrón, con el área media variando en color desde un marrón concoloro hasta un blanco puro. Las antenas masculinas de E. badiata son dentadas, con mechones de cilios cortos en los extremos de los dientes, mientras que las de E. vasiliata son simples, con numerosas setas cortas en el lado ventral.

## Distribución
El área de distribución de la polilla E. badiata se extiende desde el norte de África y España a través de Europa Occidental y central, incluidas las Islas Británicas, hasta el Macizo de Altái. Al norte se extiende hasta Fenoscandia central, al sur desde Italia hasta la península balcánica y el Mar Negro. En el sureste de Finlandia y Carelia está representada por la subespecie Earophila badiata fennokarelica, y en Argelia y Marruecos por Earophila badiata tellensis. Los hábitats principales son los bordes de bosques frondosos, setos y brezales, sotobosques, riberas de ríos, así como jardines y parques. En los Alpes del Sur la especie alcanza altitudes de hasta 1600 metros (5249,3 pies).

## Estilo de vida

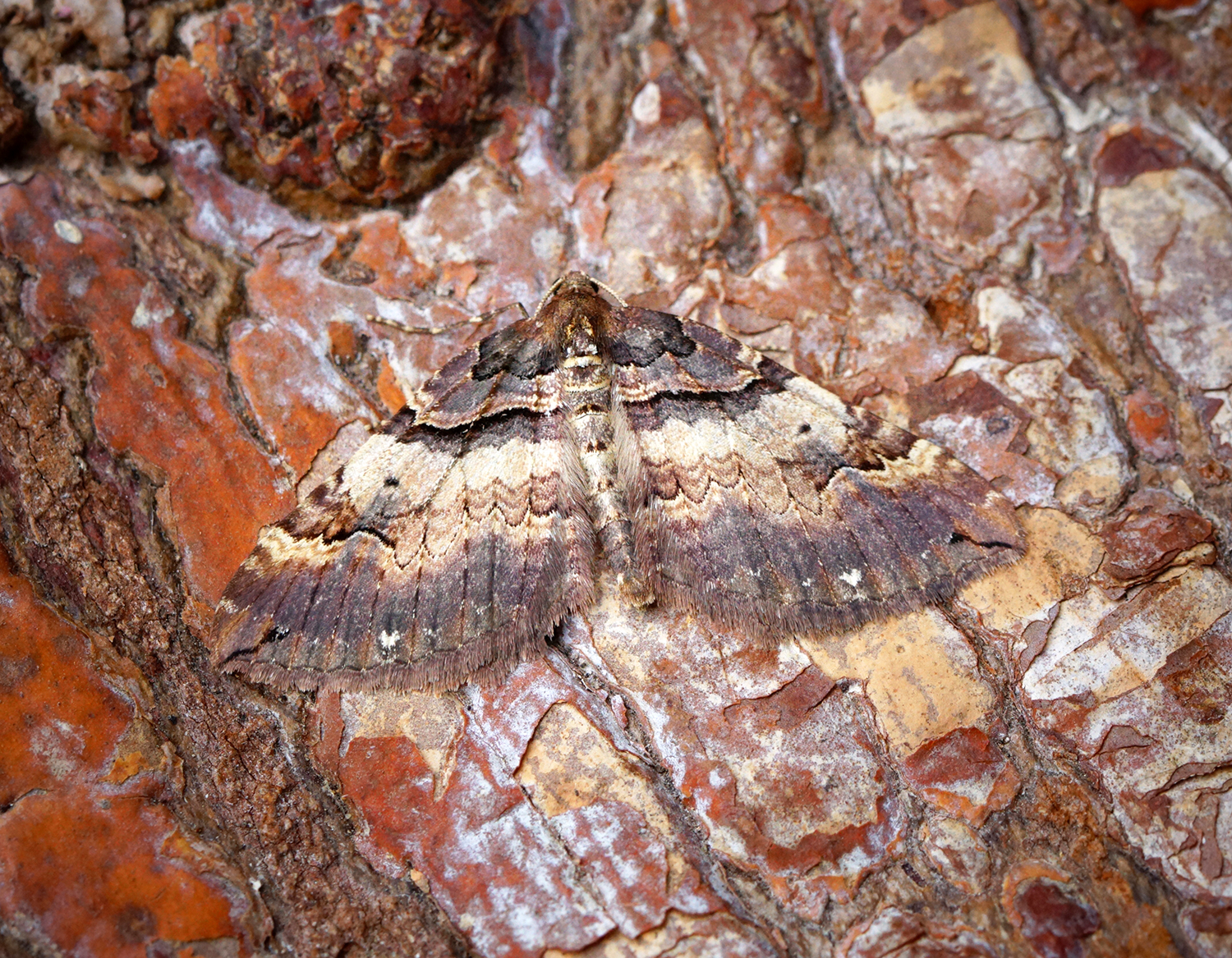
Polilla E. badiata en estado camuflajeado.

La Rosa canina es el principal alimento de las orugas. Las mariposas son predominantemente nocturnas y vuelan en una sola generación desde principios de marzo hasta mediados de mayo. En años favorables, se han observado ya a finales de febrero. Para alimentarse, visitan sauces en etapa de floración. Por la noche aparecen cerca de fuentes de luz artificial. Por ejemplo, se pueden encontrar en farolas, escaparates, cabinas telefónicas y similares. Los huevos se ponen individualmente o en pequeños grupos en brotes, espinas o cerca de hojas jóvenes de rosas. Las orugas se alimentan exclusivamente de los pétalos y brotes tiernos de especies de rosas. Originalmente estaban completamente restringidos a los hábitats de las rosas silvestres. Aunque la rosa silvestre sigue siendo la principal planta alimenticia en muchas áreas de distribución, la plantación y cría de rosas de jardín por parte del hombre ha abierto nuevas áreas de asentamiento para la especie y, en consecuencia, varias especies de rosas de jardín se utilizan cada vez más como fuente de alimento por las orugas. El período de desarrollo de las orugas dura principalmente de mayo a julio. La pupación tiene lugar en una red en el suelo, donde la pupa pasa el invierno.